# Synertek
A Synertek, Inc. foi uma fabricante estadunidense de semicondutores fundada em 1973 como uma fabricante de memórias, cuja ampla linha de produtos incluia MOS/chips LSI (RAMs estáticas, ROMs, EPROMs, registradores de deslocamento dinâmicos e estáticos) e posteriormente, pouco antes de 1979, versões licenciadas do bem-sucedido microprocessador de 8 bits MOS Technology 6502, e do menos exitoso processador Philips/Signetics 2650.
A Synertek adquiriu a Microcomputer Associates, dos engenheiros Manny Lemas e Ray Holt, e rebatizou a empresa de Synertek Systems, Inc.. Em 1978, a Synertek lançou um microcomputador para montar baseado no 6502, o SYM-1, um derivado do KIM-1 da MOS Technology/Commodore Semiconductor Group.
A fábrica de semicondutores da Synertek em Santa Clara funcionou de 1974 a 1985. A fábrica enfrentou problemas com o cumprimento das leis estadunidenses anti-poluição e por volta de 1979, a Synertek foi comprada pela Honeywell.